# Quận San Luis Obispo, California
Quận Luis Obispo là một quận trong tiểu bang California, Hoa Kỳ. Quận lỵ đóng tại thành phố San Luis Obispo2. Theo Cục điều tra dân số Hoa Kỳ, dân số năm 2000 của quận này là 246.681 người 2.

## Thông tin nhân khẩu
Theo điều tra dân số 2 năm 2000, quận này đã có dân số 246.681 cư dân, 92.739 hộ gia đình, và 58.611 gia đình trong quận. Mật độ dân số là 75 người cho mỗi dặm vuông (29/km ²). Đã có 102.275 đơn vị nhà ở với mật độ trung bình là 31 cho mỗi dặm vuông (12/km ²). Cơ cấu dân tộc của dân cư sinh sống trong quận này có 84,60% người da trắng, 2,03% da đen hay Mỹ gốc Phi, 0,95% người Mỹ bản xứ, 2,66% người châu Á, 0,12% người đảo Thái Bình Dương, 6,21% từ các chủng tộc khác, và 3,44% từ hai hoặc nhiều chủng tộc. 16,29% dân số là người Hispanic hay Latino thuộc chủng tộc nào. 13,9% là của Đức, 11,4% gốc Anh, Ailen 9,7%, 6,1% và người Mỹ gốc Ý 5,7% theo điều tra dân số năm 2000. 85,7% nói tiếng Anh và tiếng Tây Ban Nha chiếm 10,7% là ngôn ngữ đầu tiên của họ.
Có 92.739 hộ, trong đó 28,2% có trẻ em dưới 18 tuổi sống chung với họ, 50,40% là các cặp vợ chồng sống với nhau, 9,1% có chủ hộ là nữ không có mặt chồng, và 36,8% là không lập gia đình. 26,0% các hộ gia đình đã được tạo thành từ các cá nhân và 10,3% có người sống một mình 65 tuổi trở lên đã được người. Bình quân mỗi hộ là 2,49 và cỡ gia đình trung bình là 3,01.
Cơ cấu độ tuổi dân cư quận với 21,7% ở độ tuổi dưới 18, 13,60% 18-24, 27,0% 25-44, 23,3% 45-64, và 14,5% 65 tuổi trở lên. Tuổi trung bình là 37 năm. Cứ mỗi 100 nữ có 105,6 nam giới. Cứ mỗi 100 nữ 18 tuổi trở lên, đã có 105,2 nam giới.
Thu nhập trung bình cho một hộ gia đình trong quận đã được $ 42.428, và thu nhập trung bình cho một gia đình là $ 52.447. Nam giới có thu nhập trung bình $ 40.726 so với 27.450 $ cho phái nữ. Thu nhập trên đầu cho các quận được $ 21.864. Giới 6,8% gia đình và 12,8% dân số sống dưới mức nghèo khổ, bao gồm 11,4% những người dưới 18 tuổi và 5,9% có độ tuổi từ 65 trở lên.